# Пряхин, Александр Андреевич
Александр Андреевич Пряхин (1899—1938) — начальник Управления НКВД по Уссурийской области и начальник Особого отдела ГУГБ НКВД Приморской группы войск, старший майор государственной безопасности (1936). Расстрелян в «особом порядке» в 1938 году. Не реабилитирован.

## Биография
Родился в русской семье крестьянина-середняка. Образование получил в сельской школе родного села в 1911 году. Затем окончил 1-ю мужскую гимназию Симбирска в 1918 году. Работал в хозяйстве матери в родном селе с июня 1918 года по май 1919 год. Состоял в РКП(б) с февраля 1919 года. В РККА рядовой, секретарь военкома штаба 5-й армии с мая 1919 год по июль 1920 год. Политический комиссар ветеринарного управления Приволжского военного округа с июля 1920 года до июня 1921 года, затем военком ветеринарного управления до мая 1922 года.
В органах ОГПУ-НКВД с мая 1922 года : заместитель начальника Особого отдела ОГПУ Приволжского военного округа, начальник секретно-оперативной части с мая 1922 года до 29 ноября 1925 года, помощник начальника особого отдела ОГПУ Московского военного округа с 1 декабря 1925 года до 25 июня 1930 года, заместитель начальника особого отдела Полномочного представительства ОГПУ (с 13 июля 1934 года — ГУГБ НКВД) по Дальневосточному краю и ОКДВА с июля 1930 года до 13 января 1936 года. Начальник УНКВД Уссурийской области c 13 января 1936 года до 5 августа 1937 года, одновременно начальник особого отдела ГУГБ НКВД Приморской группы войск ОКДВА до 15 августа 1937 года.
Арестован 26 августа 1937 года. Внесен в расстрельный список от Дальневосточного края от 3 февраля 1938 года («Бывш. сотрудники НКВД») — «за» 1-ю категорию Сталин, Ворошилов, Молотов, Каганович . Приговорён в особом порядке к ВМН в Хабаровске. Расстрелян 4 февраля 1938 года вместе с группой фигурантов расстрельного списка (в том числе Г. А. Давыдовым-Катючим и А. Н. Лавтаковым). Предположительное место захоронения — городское кладбище г. Хабаровска. Не реабилитирован. В 1999 году было отказано в реабилитации.
Брат : Пряхин Николай Андреевич
Родился в 1904 г. в д. Грязнуха Симбирской губ.; русский; образование высшее; член ВКП(б); начальник зернового управления в Калининском обл. земельном управлении. Проживал: г. Калинин, ул. А.Радищева, д.11, кв.10. Арестован 2 июля 1937 г. Внесен в сталинский расстрельный список от Калининской обл. за 15 сентября 1937 года («за» 1-ю категорию Сталин, Молотов). Доставлен из Калинина в Москву. Приговорен к ВМН ВКВС СССР 28 сентября 1937 г. по обвинению во «вредительстве, подготовке терактов, к.-р. агитации и к.-р. организационной деятельности». Расстрелян 28 сентября 1937 г. Место захоронения — г. Москва, неизвестная могила Донского кладбища. Реабилитирован посмертно 27 июля 1957 г. ВКВС СССР.

### Звания
- майор государственной безопасности, 30.12.1935;
- старший майор государственной безопасности, 20.12.1936.

### Награды
Награжден знаком №Почетный работник ВЧК-ГПУ" (26.05.1933)